# Трилистник (символ)
Трили́стник (ирл. Seamróg, англ. Shamrock) — символ Ирландии и зарегистрированная торговая марка Республики Ирландия. Представляет собой графическое изображение трёхпластинчатого листа белого клевера, обычно вида Trifolium repens (клевер ползучий, клевер белый, seamair bhán), но в последнее время чаще вида Trifolium dubium (клевер сомнительный, seamair bhuí).
Ирландское слово seamróg, означающее трилистник, является уменьшительной формой слова seamair («клевер»). А английское слово shamrock является наиболее фонетически близкой передачей ирландского эквивалента.
Белый клевер с давних времён был известен, благодаря своим лекарственным свойствам, а в викторианскую эпоху стал весьма популярным мотивом в орнаментах. Также трилистник является известным символом празднования Дня святого Патрика.
Помимо клевера иногда «трилистником» называют съедобную кислицу, которую последнее время[когда?] часто изображают на ирландской геральдике, путая с клевером. Некоторые её виды иногда также обманчиво подают как «четырёхлистный клевер».

## Символ Ирландии

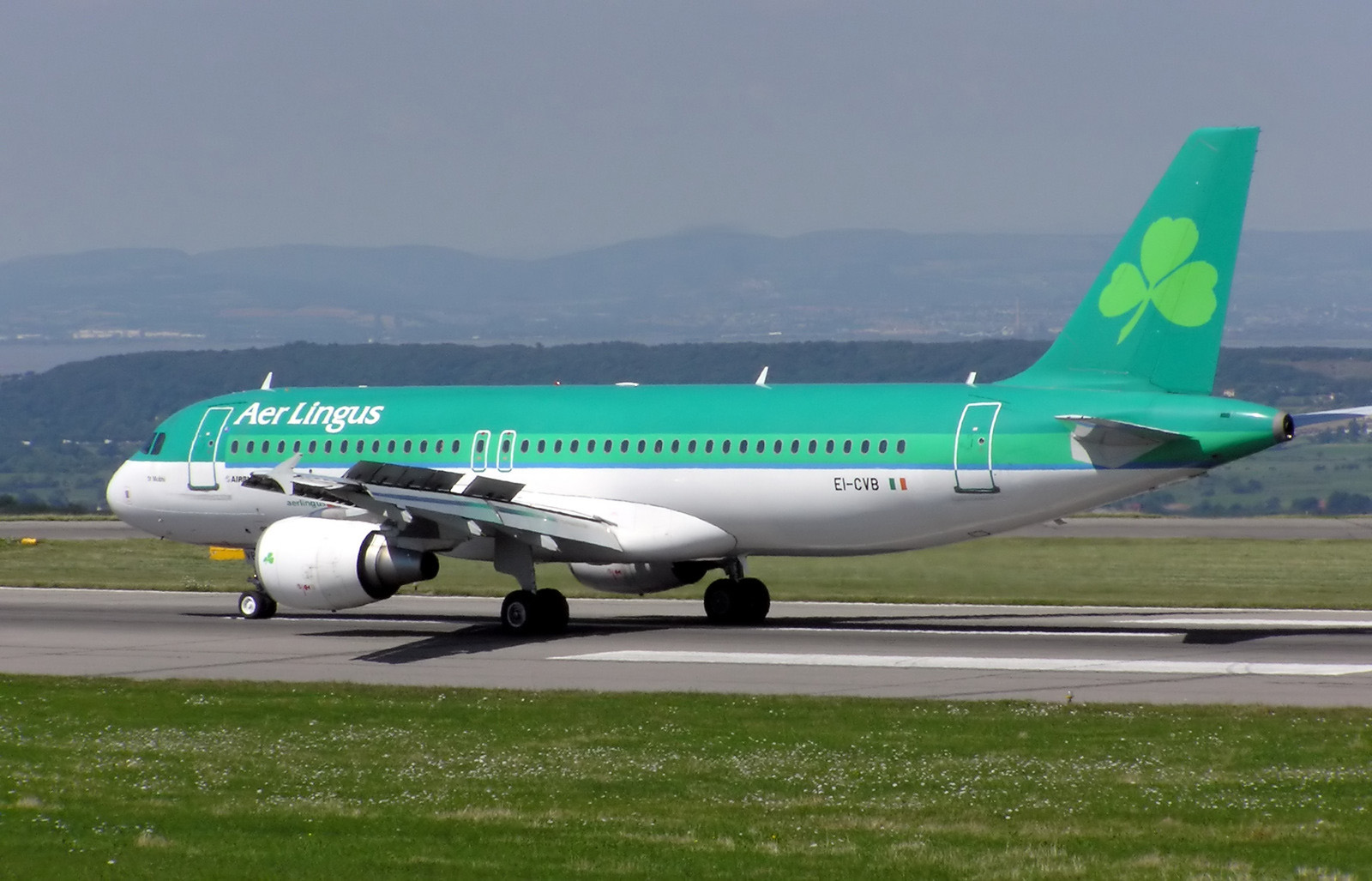
Самолёт ирландской авиакомпании Aer Lingus с символом трилистника на хвосте

Трилистник используется в качестве эмблемы многих ирландских спортивных команд, государственных организаций, войсковых соединений, университетов и прочих организаций, например: Ирландского регбийного союза, футбольного клуба «Клифтонвилл», футбольного клуба «Шемрок Роверс», авиакомпании Aer Lingus, Дублинского университетского колледжа и многих других. Однако следует отметить, что в соответствии с конституцией Ирландии, трилистник, наряду с гэльской или кельтской арфой, является государственным символом Ирландии, изображаемым на почтовых марках, государственных и военных знаках отличия, печатях и других регалиях. В реестре Всемирной организации интеллектуальной собственности трилистник является зарегистрированным символом Ирландии. В соответствии с так называемой «поздней традицией» (первая запись датируется 1726 годом) растение белого клевера использовалось святым Патриком для иллюстрации догмата Святой Троицы. Посмертный характер этой легенды (возникшей спустя 1200 лет после смерти святого Патрика), а также отсутствие соответствующих подтверждений в записях самого святого, вызывают определённые вопросы аутентичности.
Трилистник изображается на печати в паспортах британской заморской территории Монтсеррат, многие жители которой имеют ирландское происхождение. Наконец, изображение трилистника, а также его английское или ирландское название часто используются ирландскими пабами по всему миру.

## На флагах

Флаг Монреаля

На флаге канадского Монреаля трилистник размещён в правой нижней части. Он символизирует этнических ирландцев, — одну из четырёх главных групп, составлявших население города в XIX веке, когда флаг был официально принят.
Трилистник также присутствовал на флаге полиции Северной Ирландии.
На флаге Erin Go Bragh изображена средневековая кельтская арфа, окружённая трилистниками. Этот флаг, символичный для ирландского национализма, часто присутствует на парадах во время празднования Дня святого Патрика.

## Четырёхлистный клевер
Четырёхлистный клевер часто путают с трилистником по придаваемому им символизму. Четырёхлистный клевер является символом удачи, в то время как трёхлистный клевер является символом Ирландии и ирландцев вообще и ирландского христианства в частности.

## Интересные факты

Символ скаутского движения — геральдическая лилия поверх трилистника

- Солдаты Королевского Ирландского полка Британской армии надевают украшение в виде трилистника в качестве своей эмблемы на День святого Патрика, причём эти украшения всегда сопровождают полк в любую точку несения службы по всему миру. Королева Виктория постановила сто лет назад, что солдаты из Ирландии должны носить подобные украшения как знак признания заслуг ирландских солдат, отличившихся во время Англо-бурской войны. Эта традиция продолжается и по сей день солдатами как Ирландской Республики, так и Северной Ирландии, несмотря на разделение в 1921 году.
- Во время российской гражданской войны британский офицер полковник Филипп Джеймс Вудз из Белфаста, сформировал Карельский полк, эмблемой которого стал трилистник на оранжевом поле[5].